# Kyle Collins
Kyle Collins (* 15. November 1988 in Leeds) ist ein ehemaliger Fußballspieler der neben der englischen auch die Staatsbürgerschaft von St. Kitts und Nevis besitzt.

## Karriere

### Klub
Aus der U-18 von Nottingham Forest kommend, wechselte er zur Saison 2008/09 zum FC Wakefield und ein halbes Jahr später zu Farsley Celtic. Zur Saison 2009/10 wechselte er bis Ende des Jahres zu den Runcorn Linnets. Bis zum Saisonende spielte er beim FC Buxton. 2010/11 war er bei Northwich Victoria aktiv. Je eine Saison verbrachte er bei Garforth Town, dem FC Trafford und Salford City. 

### Nationalmannschaft
Seinen einzigen Einsatz für die Nationalmannschaft von St. Kitts und Nevis hatte er am 6. Februar 2008 bei der 1:3-Niederlage in der Qualifikation für die Weltmeisterschaft 2010 in Belize, als er in der 79. Minute für Orlando Mitchum eingewechselt wurde.